# Batalha de Shinohara

A Batalha de Shinohara ocorreu em 22 de junho de 1183 foi uma das Batalhas da Guerras Genpei do final do Período Heian da História do Japão , ocorreu nas proximidades da atual cidade de Kaga, na Província de Ishikawa. 
Após a Batalha de Kurikara , Taira no Munemori procurou levar suas tropas que batiam em retirada pela estrada que levava a Kyoto, mas Minamoto no Yoshinaka os interceptou próximo a  Shinoara, na Província de Ishikawa. Um duelo de tiro com arco realizado por campeões de ambos os lados precedeu luta principal, que incluiu vários casos célebres de combate. A vitória coube aos Minamoto .